# سفارت رومانی واشینگتن
سفارت رومانی واشینگتن (به انگلیسی: Embassy of Romania) یک سفارت در ایالات متحده آمریکا است که در واشینگتن، دی.سی. واقع شده‌است.